# 13 nivôse
13 frimaire 13 pluviôse
Le tridi 13 nivôse, officiellement dénommé jour de l'ardoise, est le 103e jour de l'année du calendrier républicain. Il reste 262 jours avant la fin de l'année, 263 en cas d'année sextile.
C'était généralement le 2e jour du mois de janvier dans le calendrier grégorien.